# Lhota pod Hořičkami
Lhota pod Hořičkami (deutsch Lhota unter Klein Horschitz) ist eine Gemeinde in Tschechien. Sie liegt drei Kilometer nordwestlich von Česká Skalice und gehört dem Okres Náchod an.

## Geschichte
Lhota pod Hořičkami wurde vermutlich in der ersten Hälfte des 13. Jahrhunderts gegründet und erstmals 1405 schriftlich erwähnt. Seit Anfang des 15. Jahrhunderts gehörte es zur Herrschaft Wiesenburg, Anfang des 16. Jahrhunderts zur Herrschaft Riesenburg. 1628 wurde Lhota pod Hořičkami der Herrschaft Ratibořice inkorporiert, die seit 1582 unter den Smiřický von Smiřice Teil der Herrschaft Nachod war. Während der Herrschaft der Schaumburg-Lippe wurde 1848 die erste Schule errichtet. Nach Aufhebung der Patrimonialherrschaften wurde Lhota pod Hořičkami selbständige Gemeinde.

## Ortsteile
Die Gemeinde Lhota pod Hořičkami besteht aus den Ortsteilen:
- Lhota pod Hořičkami (Lhota unter Klein Horschitz)
- Světlá (Lichten)
- Újezdec (Aujestetz)

## Sehenswürdigkeiten
- Hölzerner Glockenturm in Světlá aus dem Jahre 1764